# William FitzRoy (6e duc de Grafton)
William Henry Fitzroy, 6e duc de Grafton (5 août 1819 – 21 mai 1882), titré vicomte Ipswich jusqu'en 1847 et comte de Euston entre 1847 et 1863, est un pair britannique et une personnalité politique du Parti Libéral. Il est né à Londres et fait ses études à Harrow, et après allé à Sandhurst.

## Biographie
Il est le fils de Henry FitzRoy (5e duc de Grafton) et son épouse Marie Caroline Berkeley, qui se sont mariés le 20 juin 1812 à Lisbonne. À l'époque, son père est un officier qui se bat avec le duc de Wellington dans la Guerre d'indépendance espagnole.
En 1847, il est élu à l'unanimité en tant que député pour l'arrondissement de Thetford dans le Norfolk, un siège occupé par son père de 1834 à 1841. Il est réélu à l'unanimité au cours des trois élections générales suivantes, et occupe le siège jusqu'à ce qu'il succède à son père à la pairie en 1863.
Il épouse Marie Anne Louise Baring, fille de Francis Baring (3e baron Ashburton), le 10 février 1858. Il passe l'hiver et le printemps de chaque année, à Hyères lui et sa femme ayant tous les deux une santé fragile.
En 1860, il est nommé lieutenant-colonel du 1er bataillon de bénévoles du Northamptonshire.
Il est mort sans enfants en 1882, âgé de 62 ans à Londres et est remplacé en tant que duc de Grafton par son jeune frère, Augustus FitzRoy.